# Wolfgang Kolberger

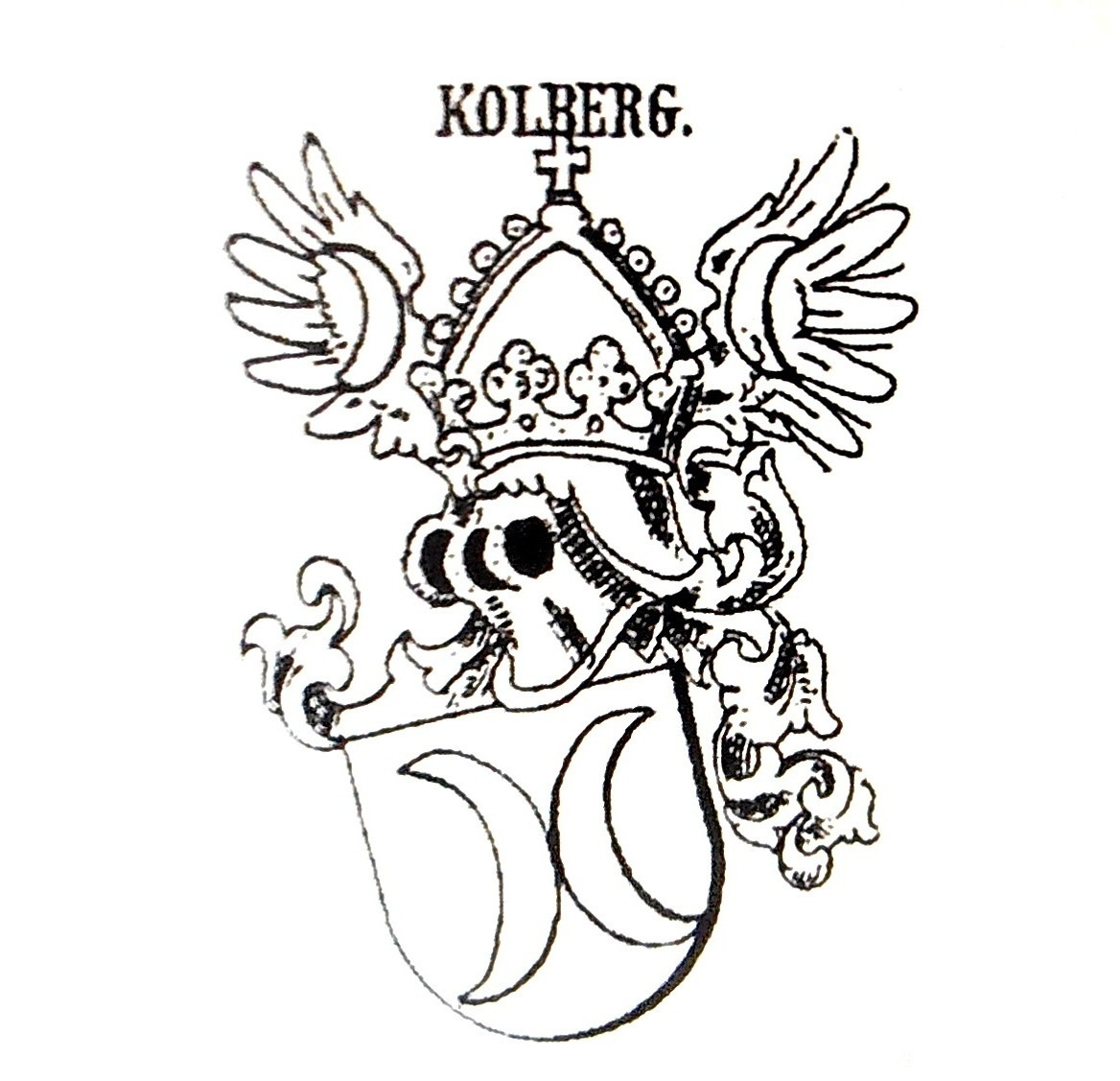
Adelswappen Kolbergers ab 1492

Wolfgang Kolberger, ab 1492 Freiherr und Graf zu Neukolberg, auch Freiherr und Graf zu Neuenkolberg (* um 1445 in Altötting; † nach 16. April 1519, wahrscheinlich in Neuburg an der Donau) war Kanzler und zeitweise Statthalter Herzog Georgs von Bayern-Landshut. Nach einer glänzenden Karriere fiel er in Ungnade und verbrachte bis 1519 siebzehn Jahre in Haft.

## Herkunft, frühe Jahre, Familie
Wolfgang Kolberger war einfacher Herkunft. Seine Eltern waren der Schulmeister der Stiftschule in Altötting, Paul Kolberger, der vielleicht auch als Mesner am Stift fungierte, und dessen Frau Katharina. Wolfgangs Brüder Johann und Georg Kolberger waren Geistliche; es ist anzunehmen, dass auch er selbst Theologie studierte, da er in einer Urkunde des Erzbischofs von Salzburg, Burkhard von Weißpriach von 1464 mit dem Zusatz „scolaris nostre diocesis“ (Schüler unserer Diözese) als Weihebewerber bezeichnet wird. Es ist weder ein Studienabschluss noch eine Priesterweihe bekannt, allerdings wird Kolberger ab 1469 als Inhaber verschiedener geistlicher Pfründen genannt, zuletzt 1495 als Kirchherr von Pischelsdorf am Engelbach.
Kolberger war mit Elisabeth verheiratet, von ihm Els genannt, und hatte eine Tochter Anna, verlobt 1497 mit Wilhelm Taufkircher von Guttenberg. Kolberger bezeichnete sich 1506 als erbenlos, hat also seine Tochter überlebt.

## Aufstieg und politischer Einfluss
Ab 1475, noch unter der Regierung Herzog Ludwigs IX. des Reichen, wird Kolberger als Schreiber in der herzoglichen Kanzlei Bayern-Landshuts genannt; angenommen wird, dass er bereits fünf Jahre früher schon dort arbeitete. Eine Rolle bei Kolbergers Berufung wird gespielt haben, dass das Altöttinger Stift Pfründe der Kanzlei war. Bei seiner Arbeit im herzoglichen Archiv wurde Kolberger mit den politischen Gegebenheiten und diplomatischen Vorgängen vertraut. Unter Georg dem Reichen, Nachfolger seines Vaters Ludwig, stieg Kolberger 1479 zum Sekretär auf und übernahm als solcher Aufgaben in Diplomatie und Verhandlungsabwicklung. Bereits in seiner Zeit als Sekretär erweiterte Kolberger seinen Besitz durch den Erwerb von Immobilien in Landshut.
Nachdem sein Vorgänger als Kanzler, Friedrich Mauerkircher, 1485 gestorben war, übernahm Kolberger das Amt zunächst kommissarisch. Er wird erst 1489, als er zu einem der Statthalter des Herzogs ernannt wird, erstmals als Kanzler bezeichnet, wobei auch 1487 als Antrittsjahr des offiziellen Amtes angenommen wird. Unklar ist, ob die lange Probezeit an einem Zögern des Herzogs oder politischen Widerständen aus den Reihen der Höflinge lag.
Obwohl der Posten des Kanzlers nicht mit einer Leitungsfunktion in der herzöglichen Politik verbunden war, erlangte Kolberger, aufgrund seines Kenntnisreichtums enger Vertrauter Herzog Georgs und Mitglied des herzoglichen Rats, großen Einfluss auf politische Entscheidungen. Dazu kam ein gutes Verhältnis zu Kaiser Friedrich III. Er konnte für den Herzog gute Verhandlungsergebnisse, etwa bei Auseinandersetzungen mit dem Schwäbischen Bund sicherstellen. Nach zeitgenössischen Einschätzungen ging Kolberger bei der Vertretung der herzöglichen Interessen auch listenreich vor, was durch Historiker bestätigt werden konnte. Kolberger hielt Kontakte zur herzoglichen Kanzlei des anderen Teils des geteilten Bayerns in München; unter seiner Mitwirkung wurde Ruprecht aus der Pfälzer Linie der Wittelsbacher 1495 Bischof von Freising. Im selben Jahr war Kolberger erneut Statthalter Herzog Georgs, der aufgrund der Pest Landshut verlassen musste.

## Erhebung in den Adelsstand

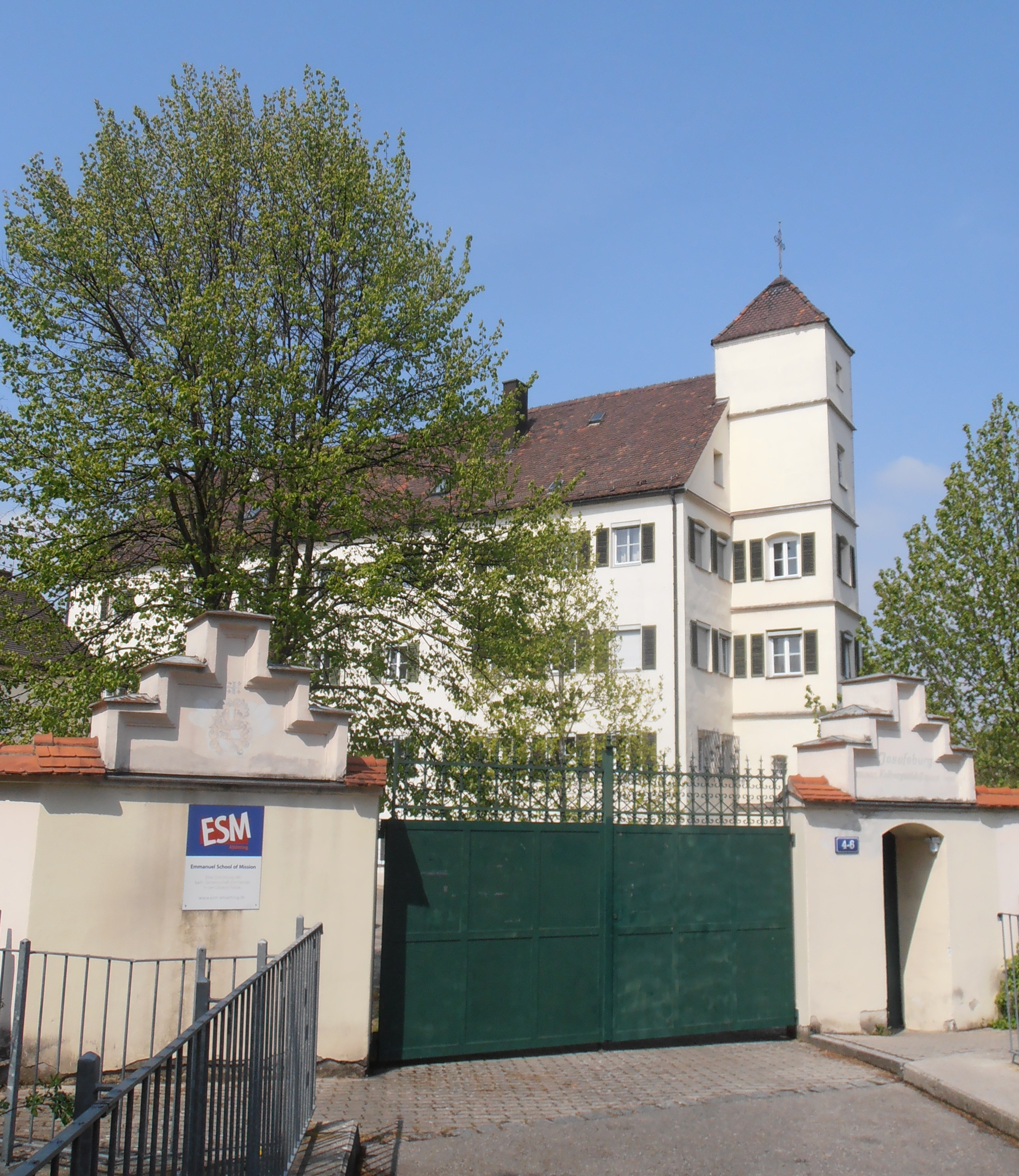
Josefsburg (Kolbergschlössl) in Altötting

Bereits 1489 hatte Kaiser Friedrich III. die Verleihung eines Reichslehens an Kolberger versprochen. Am 9. März 1492 erhob Friedrich Kolberger zum reichsunmittelbaren Freiherrn auf Neukolberg, einem Schloss in Altötting, das Kolberger auf dem von ihm zuvor erworbenen Gut Kolberg errichten hatte lassen, vom Namen her naheliegend vielleicht dem Geburtsort seines Vaters. Das ehemalige Kolbergschlössl in Altötting ist heute noch erhalten, trägt aber nunmehr den Namen Josefsburg. Verbunden mit Kolbergers Erhebung in den Adelsstand waren Vergünstigungen für seine Brüder. Für einen Besitz, der westlich des Schlosses bis kurz vor Tüßling reichte, südlich bis Mörmoosen – das einschließlich des dort befindlichen Schlosses auch in seinen Besitz überging – und nördlich bis zum Inn, wurden Kolberger von Herzog Georg die einem reichsunmittelbaren Freiherrn angemessenen Rechte verliehen, wofür sich Kolberger verpflichtete, lebenslang in seinen Diensten zu bleiben. Mit der Erhebung Kolbergers in des Reiches Grafenstand durch Kaiser Friedrich bereits am 28. August desselben Jahres und seiner Herrschaft Kolberg zur Grafschaft machte Kolberger eine für einen Mann einfacher Herkunft beispiellose Adelskarriere. Reinhard Stauber vermutet als einen möglichen Beweggrund des Kaisers für Kolbergers schnelle Rangerhöhung dessen Verpflichtung auf eine mäßigende Beeinflussung von Herzog Georgs Politik dem Reich gegenüber.
Einen weiteren Zuwachs seines bereits umfangreichen Besitzes erfuhr Kolberger mit der Verleihung der Herrschaft Wildeneck im Mondseeland durch Herzog Georg im Jahr 1494.

## Sturz und Inhaftierung
Am Ostersonntag des Jahres 1502 wurde Kolberger völlig überraschend auf Anordnung Herzog Georgs inhaftiert. Es gab keine Gerichtsverhandlung und Verurteilung. Ein Grund dafür, dass Kolberger nach siebzehn Jahre währender Förderung beim Herzog in Ungnade gefallen war, konnte von zeitgenössischen Chronisten nicht sicher angegeben werden.

### Möglicher Haftgrund
Historiker vermuten als Grund für Kolbergers Sturz seine mögliche Rolle im Zusammenhang mit Herzog Georgs Nachfolgeverfügung. Entgegen dem Wittelsbachischen Hausvertrag, nach dem das jeweils andere Teilherzogtum die Herrschaft übernehmen würde, falls einer der beiden bayerischen Herzöge ohne männlichen Erben stürbe, setzte Herzog Georg 1496 testamentarisch seine Tochter Elisabeth als Erbin ein, wodurch – über die beabsichtigte Eheschließung Elisabeths mit Pfalzgraf Ruprecht – Bayern-Landshut an die Pfälzer Linie der Wittelsbacher fallen sollte. Lange Zeit nahmen Historiker an, Kolberger hätte den Inhalt des Testaments an Herzog Albrecht verraten. Wahrscheinlicher ist jedoch, wie Reinhard Stauber darlegt, dass Kolberger führendes Mitglied einer Hofpartei war, die versucht hatte, Georg davon abzubringen, die Münchner Ansprüche zugunsten der pfälzischen Wittelsbacher zu übergehen und damit eine kriegerische Auseinandersetzung heraufzubeschwören. Zur Enttäuschung über diesen Bruch in seiner bedingungslosen Gefolgschaft kam bei Georg in dieser Version seine Furcht vor des Kanzlers politischem Geschick und Trickreichtum. Stauber vermutet, dass die Räte versuchten, Georg von seinem Kurs abzubringen, nachdem er Anfang März 1502 sein Testament in einer handschriftlichen Urkunde – also ohne Beteiligung seiner Kanzlei – bestätigt hatte. Georg habe daraufhin diese politische Gruppe zerschlagen. In einer Rechtfertigungsschrift, die Kolberger in der Haft verfasste, schreibt er von seiner Beteiligung am Zustandekommen der Heirat der Herzogstochter, seiner Weigerung, das Testament des Herzogs aufzusetzen, und davon, dass er, Kolberger, davon ausgegangen war, König Maximilian habe der Verfügung zugestimmt.

### Haftverlauf
Zunächst war Kolberger in Landshut inhaftiert, später in Burghausen. Rechnungen über Schlosserarbeiten lassen einen großen Sicherungsaufwand schließen, dabei ist auch von Mitgefangenen die Rede. Auch Rechnungen über Heilmittel sind erhalten, die darauf schließen lassen, dass Kolberger während seiner Haft erkrankt war. Im Jahr 1506 verzichtete Kolberger auf seine umfangreichen Besitzungen. 1507 wurde Schloss Neukolberg an Thomas Löffelholz übergeben, dessen Familie sich fortan Löffelholz von Kolberg nannte. Ab etwa 1507 war Kolberger in Neuburg an der Donau inhaftiert, der Hauptstadt des neuen Fürstentums Pfalz-Neuburg. Während seiner Haft fertigte Kolberger wiederholt im Auftrag der Kanzlei von Pfalz-Neuburg Gutachten zu politischen Vorgängen an. Als Grund für die Fortdauer der Inhaftierung vermutet Stauber, dass Pfalzgraf Philipp seinen Rat brauchte und verhindern wollte, dass Kolbergers Wissen an andere Parteien gelangte. Kolbergers Wissen könnte auch der Grund für Maximilians Verlangen nach Kolbergs Freilassung und Überstellung aus dem Jahr 1506 gewesen sein.

### Entlassung
Kolberger wurde erst 1519 in Freiheit entlassen. Am 16. April verpflichtete er, „Wolfgang, Graf und Freiherr zu Neuenkolberg, etwenn Kanzler“, sich in einer Urfehde, nicht von Neuburg wegzuziehen, keine politischen Geheimnisse zu verraten, sich nicht für die Haft zu rächen und Herzog Georg nicht postum zu schmähen; außerdem erkannte er an, „aus beweglichen und verschuldeten Ursachen“ inhaftiert gewesen zu sein.

## Nachruhm
Von Kolberger ist weder sein Sterbedatum noch sein Grab bekannt, ein Bildnis von ihm existiert nicht. Verschiedene Chronisten des 16. Jahrhunderts heben Kolbergers negative Eigenschaften hervor, dabei werden Habsucht, Stolz und Verschlagenheit genannt, sowie seine geringe Körpergröße und seine einfache Herkunft.
Weder an seinem Wirkungsort Landshut noch seinem Haftort Neuburg ist eine Straße nach Kolberger benannt; die nach dem ehemaligen Gut Kolberg benannte Straße in seiner Heimat Altötting ist immerhin mit einem Hinweis auf den Kanzler beschildert. Einzig in München, der Hauptstadt des neben Bayern-Landshut zweiten bayerischen Landesteils, trägt seit 1906 eine Straße im dortigen Herzogpark seinen Namen.